# Valentin Kovalenko
Valentin Kovalenko (Tasjkent, 9 augustus 1975) is een Oezbeeks voetbalscheidsrechter. Hij is sinds 2002 aangesloten bij de wereldvoetbalbond FIFA. Ook leidt hij wedstrijden in de Oezbeekse nationale competitie en is hij scheidsrechter bij de Aziatische voetbalbond. Kovalenko is samen met generatiegenoot Ravshan Irmatov een van de belangrijkste internationale arbiters in het Aziatische internationale voetbal, maar leidde minder interlands dan Irmatov en doorgaans ook op een lager niveau. Waar Irmatov tweemaal actief was op een wereldkampioenschap voetbal, leidde Kovalenko nog nooit een wedstrijd op het Aziatisch kampioenschap voetbal.
Kovalenko leidde reeds wedstrijden in de AFC Cup (2008, 2009, 2011, 2012, 2013) en de AFC Champions League (waaronder duels in 2009, 2010, 2011, 2012, 2013, 2014 en 2015). Een van zijn eerste wedstrijden op internationaal clubniveau leidde hij op 18 maart 2008 in de groepsfase van de AFC Cup. Deze wedstrijd tussen Victory SC van de Maldiven en het Hongkongse South China AA eindigde in een 0–0 gelijkspel; Kovalenko stuurde bij beide ploegen een speler met een rode kaart van het veld. In 2009 werd Kovalenko in de Champions League door de AFC voor het eerst aangesteld voor een wedstrijd in de knockoutfase, wat in de daaropvolgende seizoenen gebruikelijk werd. Op 25 september 2013 leidde hij de halve finale tussen Kashiwa Reysol (Japan) en Guangzhou Evergrande (China), die eindigde in een 1–4 overwinning voor de Chinese club. Het was de grootste wedstrijd in Kovalenko's palmares op clubniveau.
Hoewel Kovalenko vanaf 2002 reeds bevoegd was om interlands te leiden, werd hij pas vijf jaar later aangesteld voor zijn eerste interland. Op 12 september 2007 floot hij de vriendschappelijke wedstrijd tussen Azerbeidzjan en Georgië, twee landen in de UEFA-zone. Het duel, gespeeld in het Tofikh Bakhramovstadion in Bakoe, eindigde in een 1–1 gelijkspel. Sinds deze oefeninterland leidde Kovalenko meer dan dertig interlands, veelal kwalificatiewedstrijden voor het wereld- of Aziatisch kampioenschap voetbal en subcontinentale toernooien als het Zuidoost-Aziatisch kampioenschap voetbal. In zijn eerste interlandtoernooi, de AFC Challenge Cup in 2008, werd Kovalenko direct aangesteld voor zijn eerste finale: op 13 augustus werd Tadzjikistan met 4–1 verslagen door India na een hattrick van Sunil Chhetri. Kovalenko leidde in het kwalificatietoernooi voor het WK 2014 zes wedstrijden; in de wedstrijd tussen Irak en Japan (0–1) deelde hij voor het eerst in zijn interlandcarrière een rode kaart uit. Kovalenko floot vervolgens ook finales van de AFC Challenge Cup 2014, het West-Aziatisch kampioenschap 2014 en het Zuidoost-Aziatisch kampioenschap, eveneens in 2014. In 2015 stelde de AFC Kovalenko aan voor de interland tussen Libanon en Koeweit op 11 juni in de eerste speelronde van de kwalificaties voor het wereldkampioenschap voetbal 2018. Kovalenko's relatief jonge landgenoot Aziz Asimov leidde in hetzelfde WK-kwalificatietoernooi zijn eerste interland.

## Interlands
| Datum             | Wedstrijd                                    | Uitslag | Competitie                       | Kreeg geel | Kreeg voor de tweede keer geel en dus rood | Weggestuurd |
| ----------------- | -------------------------------------------- | ------- | -------------------------------- | ---------- | ------------------------------------------ | ----------- |
| 12 september 2007 | Azerbeidzjan – Georgië                       | 1 – 1   | Vriendschappelijk                | 3          | 0                                          | 0           |
| 2 april 2008      | Sri Lanka – Guam                             | 5 – 1   | AFC Challenge Cup                | 0          | 0                                          | 0           |
| 4 april 2008      | Pakistan – Sri Lanka                         | 1 – 7   | AFC Challenge Cup                | 4          | 0                                          | 0           |
| 30 juli 2008      | Turkmenistan – Tadzjikistan                  | 0 – 0   | AFC Challenge Cup                | 2          | 0                                          | 0           |
| 2 augustus 2008   | Sri Lanka – Myanmar                          | 1 – 3   | AFC Challenge Cup                | 3          | 0                                          | 0           |
| 13 augustus 2008  | India – Tadzjikistan                         | 4 – 1   | AFC Challenge Cup                | 4          | 0                                          | 0           |
| 28 januari 2009   | Thailand – Iran                              | 0 – 0   | Kwalificatie AK 2011             | 7          | 0                                          | 0           |
| 1 juni 2009       | Oezbekistan – Bosnië en Herzegovina          | 0 – 0   | Vriendschappelijk                | 3          | 0                                          | 0           |
| 14 november 2009  | Koeweit – Indonesië                          | 2 – 1   | Kwalificatie AK 2011             | 1          | 0                                          | 0           |
| 6 januari 2010    | Libanon – Vietnam                            | 1 – 1   | Kwalificatie AK 2011             | 3          | 0                                          | 0           |
| 7 september 2010  | Verenigde Arabische Emiraten – Koeweit       | 3 – 0   | Vriendschappelijk                | 0          | 0                                          | 0           |
| 23 juli 2011      | Irak – Jemen                                 | 2 – 0   | Kwalificatie WK 2014             | 1          | 0                                          | 0           |
| 11 oktober 2011   | Australië – Oman                             | 3 – 0   | Kwalificatie WK 2014             | 2          | 0                                          | 0           |
| 11 november 2011  | Koeweit – Libanon                            | 0 – 1   | Kwalificatie WK 2014             | 4          | 0                                          | 0           |
| 3 juni 2012       | Jordanië – Irak                              | 1 – 1   | Kwalificatie WK 2014             | 3          | 0                                          | 0           |
| 25 november 2012  | Maleisië – Singapore                         | 0 – 3   | Zuidoost-Aziatisch kampioenschap | 1          | 0                                          | 0           |
| 1 december 2012   | Maleisië – Indonesië                         | 2 – 0   | Zuidoost-Aziatisch kampioenschap | 8          | 0                                          | 0           |
| 6 februari 2013   | Jordanië – Singapore                         | 4 – 0   | Kwalificatie AK 2015             | 0          | 0                                          | 0           |
| 11 juni 2013      | Irak – Japan                                 | 0 – 1   | Kwalificatie WK 2014             | 1          | 1                                          | 0           |
| 18 juni 2013      | Jordanië – Oman                              | 1 – 0   | Kwalificatie WK 2014             | 2          | 0                                          | 0           |
| 24 juli 2013      | Zuid-Korea – China                           | 0 – 0   | Oost-Aziatisch kampioenschap     | 4          | 0                                          | 0           |
| 13 oktober 2013   | Qatar – Jemen                                | 6 – 0   | Kwalificatie AK 2015             | 1          | 0                                          | 1           |
| 19 november 2013  | Koeweit – Thailand                           | 3 – 1   | Kwalificatie AK 2015             | 3          | 1                                          | 0           |
| 31 december 2013  | Saoedi-Arabië – Qatar                        | 1 – 4   | West-Aziatisch kampioenschap     | 5          | 0                                          | 0           |
| 7 januari 2014    | Qatar – Jordanië                             | 2 – 0   | West-Aziatisch kampioenschap     | 4          | 0                                          | 0           |
| 5 maart 2014      | Jemen – Maleisië                             | 1 – 2   | Kwalificatie AK 2015             | 7          | 0                                          | 1           |
| 20 mei 2014       | Filipijnen – Afghanistan                     | 0 – 0   | AFC Challenge Cup                | 4          | 0                                          | 0           |
| 24 mei 2014       | Afghanistan – Laos                           | 0 – 0   | AFC Challenge Cup                | 2          | 0                                          | 0           |
| 30 mei 2014       | Palestina – Filipijnen                       | 1 – 0   | AFC Challenge Cup                | 4          | 0                                          | 0           |
| 10 oktober 2014   | Zuid-Korea – Paraguay                        | 2 – 0   | Vriendschappelijk                | 1          | 0                                          | 0           |
| 18 november 2014  | Iran – Zuid-Korea                            | 1 – 0   | Vriendschappelijk                | 5          | 0                                          | 0           |
| 23 november 2014  | Saoedi-Arabië – Verenigde Arabische Emiraten | 3 – 2   | Golf Cup of Nations              | 3          | 0                                          | 0           |
| 17 december 2014  | Thailand – Maleisië                          | 2 – 0   | Zuidoost-Aziatisch kampioenschap | 2          | 0                                          | 0           |
| 11 juni 2015      | Libanon – Koeweit                            | 0 – 1   | Kwalificatie WK 2018             | 5          | 0                                          | 0           |
| 8 oktober 2015    | Oman – Iran                                  | 1 – 1   | Kwalificatie WK 2018             | 2          | 0                                          | 0           |
| 19 november 2016  | Thailand – Indonesië                         | 4 – 2   | Vriendschappelijk                | 0          | 0                                          | 0           |
| 25 november 2016  | Filipijnen – Thailand                        | 0 – 1   | Vriendschappelijk                | 4          | 0                                          | 0           |
| 28 maart 2017     | Saoedi-Arabië – Irak                         | 1 – 0   | Kwalificatie WK 2018             | 2          | 0                                          | 0           |